# Raio
Raio ist eine kleine Siedlung im Far North District der Region Northland auf der Nordinsel von Neuseeland.

## Geographie
Die Siedlung befindet sich rund 2 km südsüdöstlich von Pukenui und 2 km westlich der Rangaunu Bay an der Ostseite der Aupōuri Peninsula. Der Houhora Harbour erstreckt sich 1 km nördlich seewärts. Durch Raio führt der New Zealand State Highway 1, der die Siedlung mit dem nächstliegenden größeren Ort, Kaitaia, 34 km weiter südlich, verbindet.

## Sport
In Raio gibt es einen Golfplatz.